# Prawybory we Wrześni
Prawybory we Wrześni – prawybory organizowane w latach od 1993 do 2009 wśród mieszkańców miasta i gminy Września, w obecnym województwie wielkopolskim.
Miasto i gmina Września zostały uznane w 1993 za „Polskę w pigułce” – reprezentatywny okręg wyborczy, w celu przeprowadzania prawyborów politycznych. W 1993 we Wrześni zorganizowano pierwsze w Polsce prawybory parlamentarne, dwa lata później – w 1995 – pierwsze prawybory prezydenckie. W latach 1997–2001 prawybory organizowano w innych miastach Polski – w Wieruszowie i Nysie. W 2004 powrócono do idei przeprowadzania prawyborów we Wrześni, organizując pierwsze w Polsce prawybory do Parlamentu Europejskiego. Ostatnie miały miejsce w 2009.
Prawybory w Polsce, w tym te we Wrześni, nie są umocowane w aktach prawnych. Ich wynik nie jest dla żadnego gremium wiążący i ma jedynie charakter sondażu przedwyborczego, mającego cechy wyborów (uprawnieni wyborcy wrzucają głosy do urn).

## Prawybory parlamentarne 1993
- termin: 22 sierpnia 1993
- wyniki: SLD – 33,8%; UD – 17,1%; UP – 14,1%; KLD – 9,9%; UPR – 8,4%; PX – 6,3%; BBWR – 2,1%; PC – 1,7%; „Solidarność” – 1,5%; KPN – 1,1%; „Samoobrona” – 1,1%; PSL – 1,1%, KKW Ojczyzna – 0,8%; KdR – 0,5%; PSL-PL – 0,4%. Na ponad 30 tys. uprawnionych oddano 4014 ważnych głosów.
- zobacz: Wybory parlamentarne w Polsce w 1993 roku

## Prawybory prezydenckie 1995
- termin: 15 października 1995
- zobacz: Wybory prezydenckie w Polsce w 1995 roku

## Prawybory parlamentarne 1997
- nie odbyły się we Wrześni, odbyły się w Wieruszowie
- zobacz: Wybory parlamentarne w Polsce w 1997 roku

## Prawybory prezydenckie 2000
- nie odbyły się we Wrześni, odbyły się w Nysie
- zobacz: Wybory prezydenckie w Polsce w 2000 roku

## Prawybory parlamentarne 2001
- nie odbyły się we Wrześni, odbyły się w Nysie
- zobacz: Wybory parlamentarne w Polsce w 2001 roku

## Europrawybory 2004
- termin: 23 maja 2004
- zobacz: Wybory do Parlamentu Europejskiego w Polsce w 2004 roku

## Prawybory parlamentarne 2005
Termin: 18 września 2005.
Frekwencja prawyborów: 14,49% mieszkańców miasta i gminy Września.
| Komitet                             | Wynik prawyborów [%] | Wynik wyborów [%] | Błąd w przewidzeniu wyniku wyborów [%] |
| ----------------------------------- | -------------------- | ----------------- | -------------------------------------- |
| Platforma Obywatelska               | 26,87                | 24,14             | 11                                     |
| Samoobrona Rzeczpospolitej Polskiej | 15,18                | 11,41             | 33                                     |
| Polskie Stronnictwo Ludowe          | 9,85                 | 6,96              | 42                                     |
| Prawo i Sprawiedliwość              | 9,79                 | 26,99             | -64                                    |
| Sojusz Lewicy Demokratycznej        | 8,95                 | 11,31             | -21                                    |
| Socjaldemokracja Polska             | 7,19                 | 3,89              | 85                                     |
| Platforma Janusza Korwin-Mikke      | 6,29                 | 1,57              | 301                                    |
| Partia Demokratyczna – demokraci.pl | 5,23                 | 2,45              | 113                                    |

Zobacz: Wybory parlamentarne w Polsce w 2005 roku.

## Prawybory prezydenckie 2005
Termin: 18 września 2005.
Frekwencja prawyborów: 14,49% mieszkańców miasta i gminy Września.
| Kandydat            | Wynik prawyborów [%] | Wynik wyborów [%] | Błąd w przewidzeniu wyniku wyborów [%] |
| ------------------- | -------------------- | ----------------- | -------------------------------------- |
| Donald Tusk         | 35,7                 | 36,33             | -2                                     |
| Andrzej Lepper      | 15,35                | 15,11             | 2                                      |
| Marek Borowski      | 12,27                | 10,33             | 19                                     |
| Lech Kaczyński      | 12,09                | 33,10             | -63                                    |
| Jarosław Kalinowski | 7,12                 | 1,80              | 296                                    |
| Janusz Korwin-Mikke | 4,55                 | 1,43              | 218                                    |
| Henryka Bochniarz   | 2,47                 | 1,26              | 96                                     |
| Maciej Giertych     | 1,94                 | —                 | —                                      |

Zobacz: Wybory prezydenckie w Polsce w 2005 roku.

## Prawybory parlamentarne 2007
Termin: 7 października 2007.
Frekwencja prawyborów: 8,34% mieszkańców miasta i gminy Września.
| Komitet                             | Wynik prawyborów [%] | Wynik wyborów [%] | Błąd w przewidzeniu wyniku wyborów [%] |
| ----------------------------------- | -------------------- | ----------------- | -------------------------------------- |
| Platforma Obywatelska               | 34                   | 41,51             | -18                                    |
| Lewica i Demokraci                  | 24,7                 | 13,15             | 88                                     |
| Prawo i Sprawiedliwość              | 17,4                 | 32,11             | -46                                    |
| Polskie Stronnictwo Ludowe          | 9,7                  | 8,91              | 9                                      |
| Liga Polskich Rodzin                | 4,75                 | 1,3               | 265                                    |
| Samoobrona Rzeczpospolitej Polskiej | 4,24                 | 1,53              | 177                                    |
| Partia Kobiet                       | 3,73                 | 0,28              | 1232                                   |
| Polska Partia Pracy                 | 0,38                 | 0,99              | -62                                    |
| Mniejszość Niemiecka                | 0,14                 | 0,2               | -30                                    |

Zobacz: Wybory parlamentarne w Polsce w 2007 roku

## Europrawybory 2009
- Termin: 31 maja 2009.[6]
- Równolegle do prawyborów we Wrześni, przeprowadzone zostały prawybory w Opocznie.
- Frekwencja prawyborów: 5,72% (w obu gminach) podczas gdy 6,53% w samej Wrześni.

| Komitet                      | Wynik prawyborów w samej Wrześni [%] | Wynik prawyborów w obu gminach [%] | Wynik wyborów [%] | Błąd w przewidzeniu wyniku wyborów [%] - obie gminy |
| ---------------------------- | ------------------------------------ | ---------------------------------- | ----------------- | --------------------------------------------------- |
| Platforma Obywatelska        | 40,49                                | 37,80                              | 44,43             | -14,92                                              |
| Sojusz Lewicy Demokratycznej | 17,11                                | 17,74                              | 12,34             | 43,76                                               |
| Prawo i Sprawiedliwość       | 12,48                                | 14,15                              | 27,40             | -48,36                                              |
| Polskie Stronnictwo Ludowe   | 8,87                                 | 10,13                              | 7,01              | 44,51                                               |
| Samoobrona                   | 3,88                                 | 4,41                               | 1,46              | 202,05                                              |
| Prawica Rzeczypospolitej     | 3,83                                 | 4,11                               | 1,95              | 110,77                                              |
| Centrolewica                 | 3,83                                 | 3,86                               | 2,44              | 58,20                                               |
| Unia Polityki Realnej        | 3,65                                 | 2,94                               | 1,10              | 167,27                                              |
| Polska Partia Pracy          | 3,12                                 | 2,72                               | 0,70              | 288,57                                              |
| Libertas                     | 2,32                                 | 2,14                               | 1,14              | 87,72                                               |

Zobacz: Wybory do Parlamentu Europejskiego w Polsce w 2009 roku.